# Rollbots
Rollbots (também chamado de Rolabôs em Portugal) é uma série canadense de animação produzida pela MCM Productions, Amberwood Productions, Nickelodeon Productions, Animação Elliott e YTV. Foi exibido pela primeira vez na YTV no Canadá a partir de 2009. Em Portugal, a série foi exibida na RTP2 no bloco Zig Zag e mais tarde na SIC K.